# Otiocerus fontis
Otiocerus fontis är en insektsart som beskrevs av Ronald Gordon Fennah 1952. Otiocerus fontis ingår i släktet Otiocerus och familjen Derbidae. Inga underarter finns listade i Catalogue of Life.